# Solaris Bus & Coach
Solaris Bus & Coach S.A. är en polsk tillverkare av bussar, trådbussar och spårvagnar i Bolechowo-Osiedle, nära Poznań.

## Historik
Solaris grundades 1994 av Krzyzrof Olszweski som Neoplan-återförsäljaren Neoplan Polska. Företaget började 1996 bygga stadsbussar på licens, bland andra N4007, N4009, N4011, N4016, N4020 och N4021. Den första egenutvecklade bussen, Urbino, lanserades 1999. Företaget namnändrades 2001 till Solaris Bus & Coach Sp. z o.o och 2005 omvandlas det till aktiebolag.
Solaris köptes 2018 av spanska CAF.
Under 1990-talet byggde företaget ut sin utvecklingsavdelning och kunde med avancerade datorprogram minska tiden för utveckling och byggande av prototyper till omkring sex månader.

## Modeller
| Modell                  | Beskrivning       | Längd                                 | Bredd       | Bredd över spårvidd | Drivmedel                                        |
| ----------------------- | ----------------- | ------------------------------------- | ----------- | ------------------- | ------------------------------------------------ |
| Alpino                  | Midibuss          | 9 m                                   | 2,44 m      |                     | Diesel, batterielektrisk                         |
| Urbino                  | Stadsbuss         | 12, 15, 18 och 18,75 m (ledbuss)      | 2,55 m      |                     | Diesel, CNG, laddhybrid, batterielektrisk        |
| Urbino MetroStyle       | Stombuss          | 18 meter (ledbuss)                    | 2,55        |                     | Diesel, Dieselelektrisk hybrid, batterielektrisk |
| Urbino Low Entry        | Regionbuss        | 12, 15 (boggibuss), 18 m (ledbuss)    | 2,55 m      |                     | Diesel, CNG                                      |
| InterUrbino             | Regionbuss        | 12 och 13 m (tvåaxlig)                | 2,55 m      |                     | Diesel                                           |
| Vacanza (ur produktion) | Turistbuss        | 12, 13 m (boggibuss)                  | 2,55 m      |                     | Diesel                                           |
| Tramino                 | Spårvagn          | 29, 32, 36 m                          | 2,3 - 2,4 m | 865 -965 mm         | 600 - 800 V AC/DC                                |
| Trollino                | Trådbuss          | 12, 15 (Boggibuss) och 18 m (Ledbuss) | 2,55 m      |                     | 600 - 800 V DC                                   |
| Trollino MetroStyle     | Stombuss,Trådbuss | 18 m (Ledbuss)                        | 2,55 m      |                     | 600 - 800 V DC                                   |

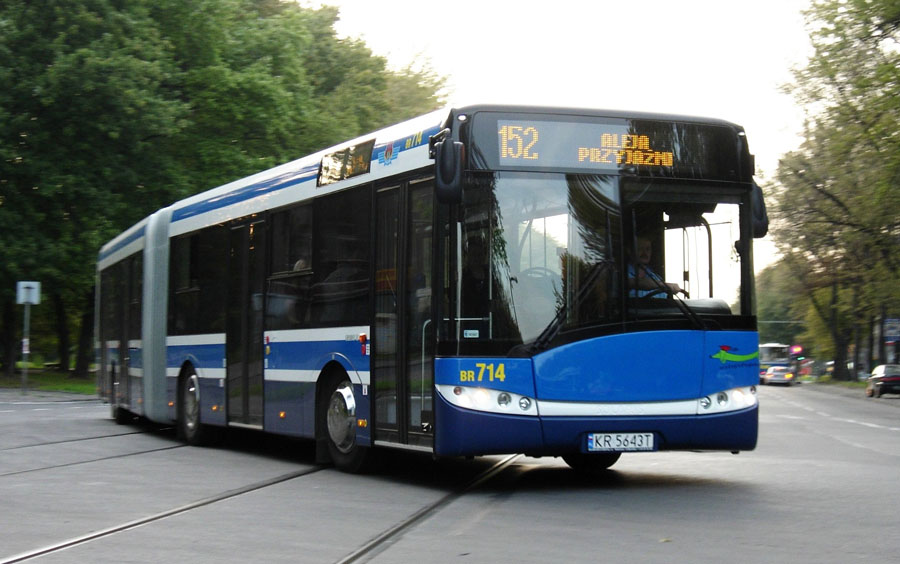
Tredje generationens Solaris Urbino 18 i Kraków, Polen, 2006
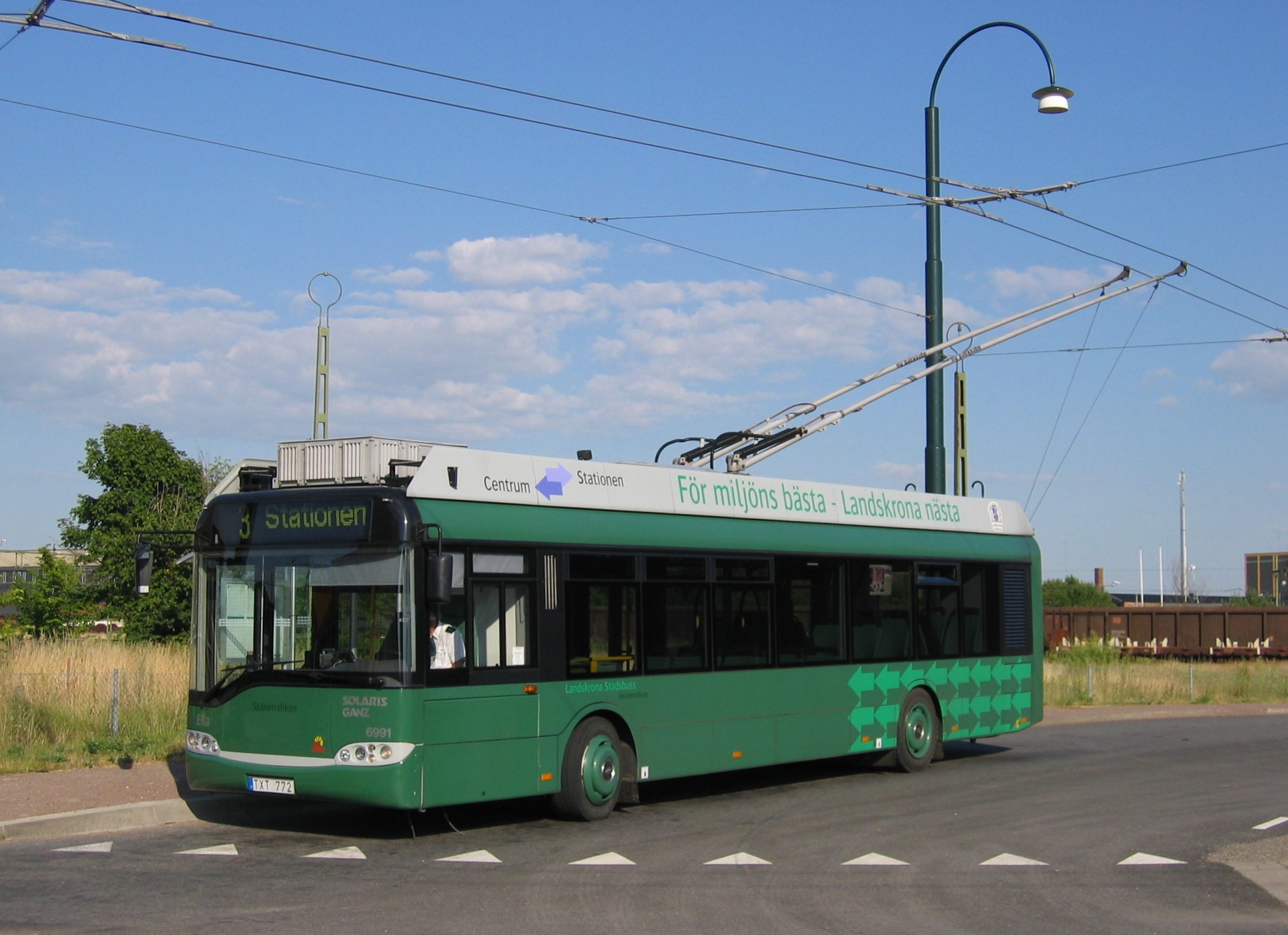
Solaris Trollino trådbuss i Landskrona, år 2005
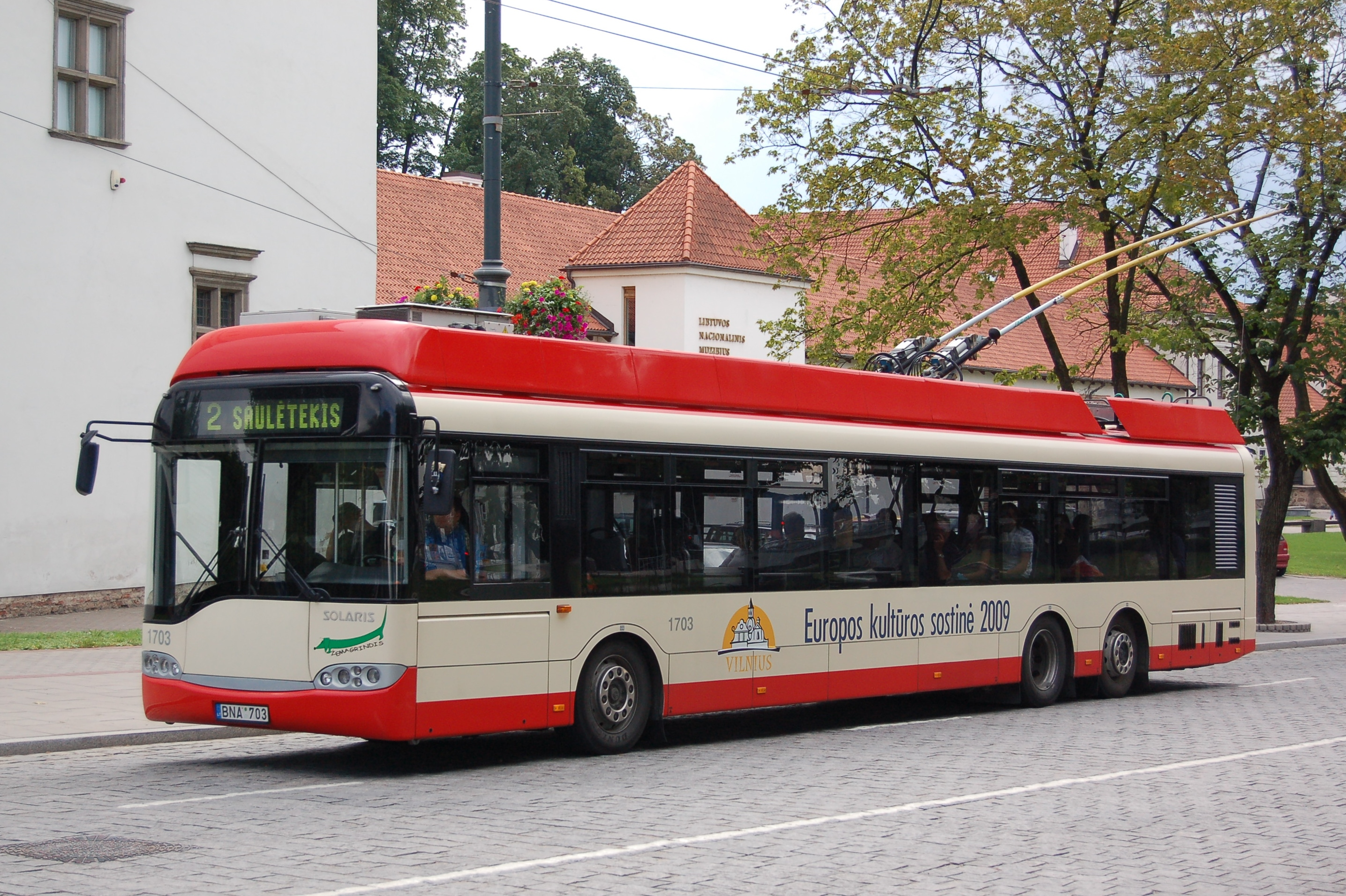
Solaris Trollino trådbuss i Vilnius, år 2006

Solaris har fått utmärkelser för sina produkter i Kortrijk Bus World Show i Belgien. Trådbussar görs i samarbete med det ungerska företaget Ganz Electro eller den tjeckiska delen av företaget Cegelec. Båda företagen tillverkar elektriska anordningar för fordon. Samarbetet med Ganz har dock avbrutits, istället påbörjades samarbete med Škoda Electric, vilka marknadsför Solaris bussar med egna namn.
| Modellnamn hos Solaris | Modellnamn hos Škoda | Övrigt                        |
| ---------------------- | -------------------- | ----------------------------- |
| Trollino 12            | 26Tr                 |                               |
| Trollino 15            | 28Tr                 | Världens första boggitrådbuss |
| Trollino 18            | 27Tr                 |                               |

År 2007 hade Solaris omkring 1 200 anställda. Nuvarande "Solaris Bus & Coach" bygger 1 000 – 1 200 bussar per år.